# Sernur
Sernur (in russo Се́рнур?) è un insediamento di tipo urbano, centro amministrativo del distretto Sernurskij della Repubblica dei Mari, in Russia. Fondata nel XVII secolo, ha ottenuto lo status di insediamento di tipo urbano nel 1966. Nel 2023 contava 8 060 abitanti. La cittadina si trova 90 km a nord-est della capitale Joškar-Ola.